# Causa di forza maggiore
In diritto le cause di forza maggiore sono le condizioni alla verificazione delle quali cade l'obbligazione a fornire una prestazione contrattualmente prevista, senza che dalla mancata prestazione possano dipendere penali od altri effetti non previsti dall'accordo negoziato.

## Nel diritto italiano
Nel diritto italiano le cause di forza maggiore rilevano ad esempio nel contratto d'appalto, ed anche quando una delle parti sia la pubblica amministrazione.
L'art. 24 del Capitolato generale d'Appalto dei lavori pubblici (D.M. 19 aprile 2000, n. 145) ammette la sospensione dei lavori ordinata dal direttore dei lavori nei casi di:
- avverse condizioni climatiche (non devono assumere carattere di eccezionalità in termini di intensità)
- forza maggiore
- altre circostanze speciali che impediscono l'esecuzione e la realizzazione a regola d'arte dei lavori. Tra queste è compresa la necessità di procedere alla redazione di una variante in corso d'opera.

Le cause di forza maggiore comprendono in genere le seguenti situazioni, quando queste si manifestino in qualità o quantità non prevedibili usando dell'ordinaria diligenza:
- sisma, alluvione, frana, maremoto, vento, ecc. (eventi naturali per i quali sia stato dichiarato dall'autorità competente lo stato di emergenza o di calamità naturale)
- eccezionali avversità atmosferiche (gli eventi naturali eccezionali per i quali siano stati superati i dati climatici di progetto previsti dalle norme tecniche);
- sciopero
- lutto nazionale
- pandemie ed epidemie
- provvedimenti dell'autorità giudiziaria (purché il provvedimento discenda da circostanze imprevedibili ed inevitabili) non connessi a comportamenti colposi della stazione appaltante.

Nell'ambito di un appalto pubblico, il rinvenimento di reperti archeologici va correttamente inquadrato come causa di forza maggiore impeditiva della prosecuzione dei lavori.
Si tratta, infatti, dell'adempimento di doveri imposti dalla legge (factum principis), per i quali nessuna discrezionalità ha l'ente committente nella scelta di sospendere l'esecuzione dell'appalto, atteso che solo il nulla osta della competente sovrintendenza può consentire, in una tale evenienza, la prosecuzione eventuale dei lavori (Cass. civ. sez. I, 14.05.2005, n.10133)